# جانکشن هاوس، شهرستان بیوت، کالیفرنیا
جانکشن هاوس (به انگلیسی: Junction House) یک منطقهٔ مسکونی در ایالات متحده آمریکا است که در شهرستان بیوت، کالیفرنیا واقع شده‌است. جانکشن هاوس ۱٬۰۷۲ متر بالاتر از سطح دریا واقع شده‌است.